# 九江长江公路大桥

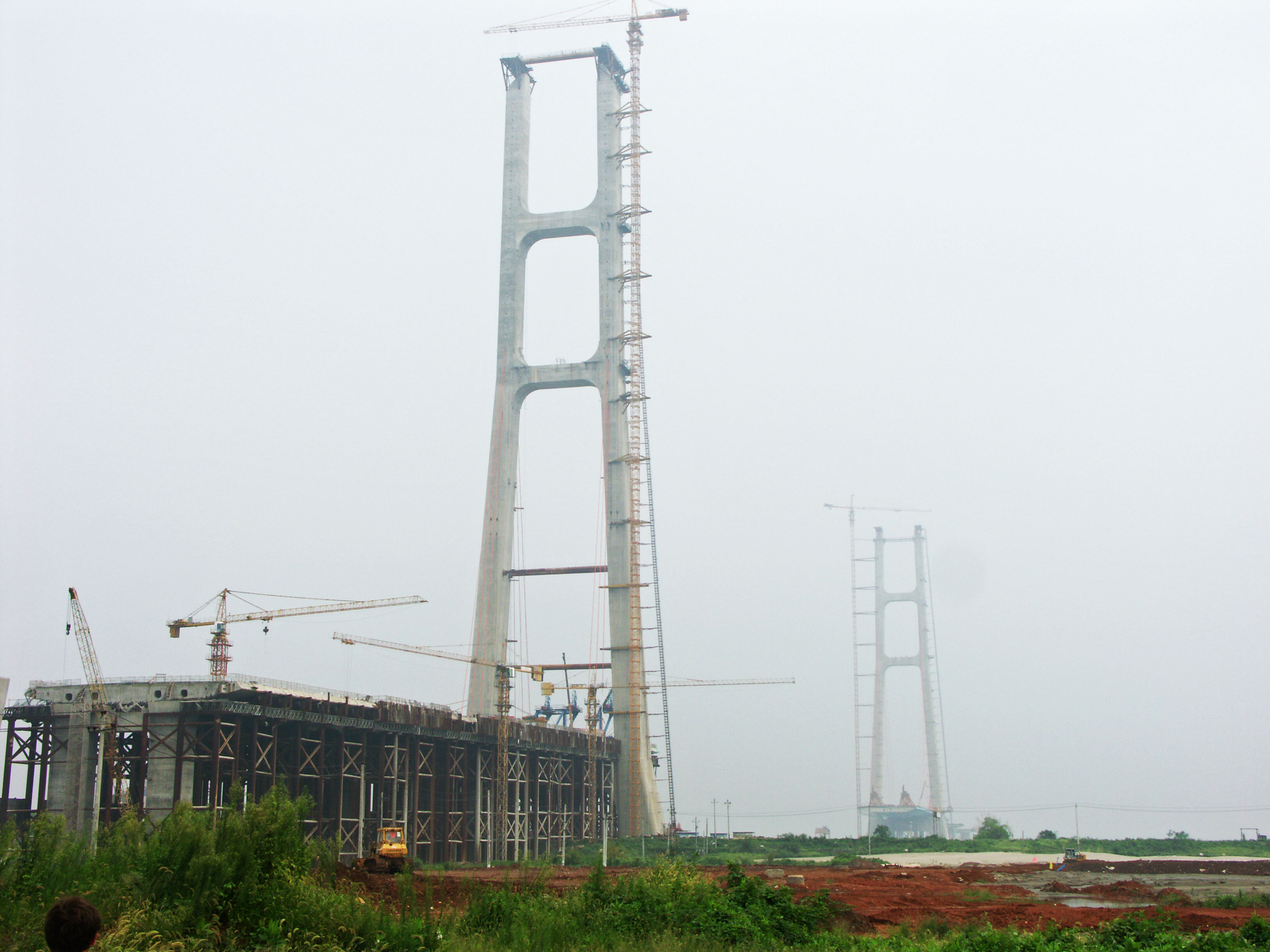
2012年的九江长江公路大桥

九江长江公路大桥，又名“九江长江二桥”，是中国一座跨越长江的桥梁，也是  福银高速的重要组成部分，连接江西省九江市柴桑区与湖北省黄梅县，桥梁全长8,462米，其中主桥为双塔单侧混合梁斜拉桥，桥长1,405米，主跨818米，是主跨长度位居世界第七、中国第四的斜拉桥。大桥于2009年9月27日开工建设，2013年10月28日建成通车。

## 设计
大桥桥址位于长江九江弯道上游顺直段，距下游的九江长江大桥10.8公里。由江西省交通设计院和湖北交通规划设计院共同设计。
工程建设总里程为25.193公里，分为南岸引道工程、跨江大桥工程、北岸引道工程三部分，其中，南岸引道工程长8,503米、跨江大桥工程长8,501米（桥梁8,462米，路基39米），由江西省投资建设；北岸引道工程长8,189米，由湖北省投资建设。跨江大桥部分由南往北依次由南引桥（赛湖桥、九瑞大道桥、城西港区桥）、主桥、副孔、北引桥（黄广大堤桥、分路高架桥、105国道跨线桥）组成，其中，南引桥长3,591米；主桥长1,405米；副孔长1,300米；北引桥长2,166米。
主桥采用双塔单侧混合梁斜拉桥设计，桥跨布置为70+75+84+818+233.5+124.5米；大桥南主塔高230.854米，北主塔高242.308米，桥面以上塔高均为201.6米；主梁高3.6米，宽38.9米，由260.6米预应力混凝土梁+7.5米钢混结合段+1,135.1米钢箱梁（80节段）组成；桥下通航净空高度不小于24米；桥面宽度38.9米，路基宽度33.5米。大桥的公路等级为双向六车道高速公路，设计行车速度100公里/小时，设计使用寿命为100年。

## 建设进程
- 2009年9月27日开工建设。[1]
- 2012年4月28日北主塔封顶。[6]
- 2012年5月20日南主塔封顶。[7]
- 2012年12月22日主桥合龙。[3]
- 2013年10月28日建成通车。[2]